# Christian Neuhaus

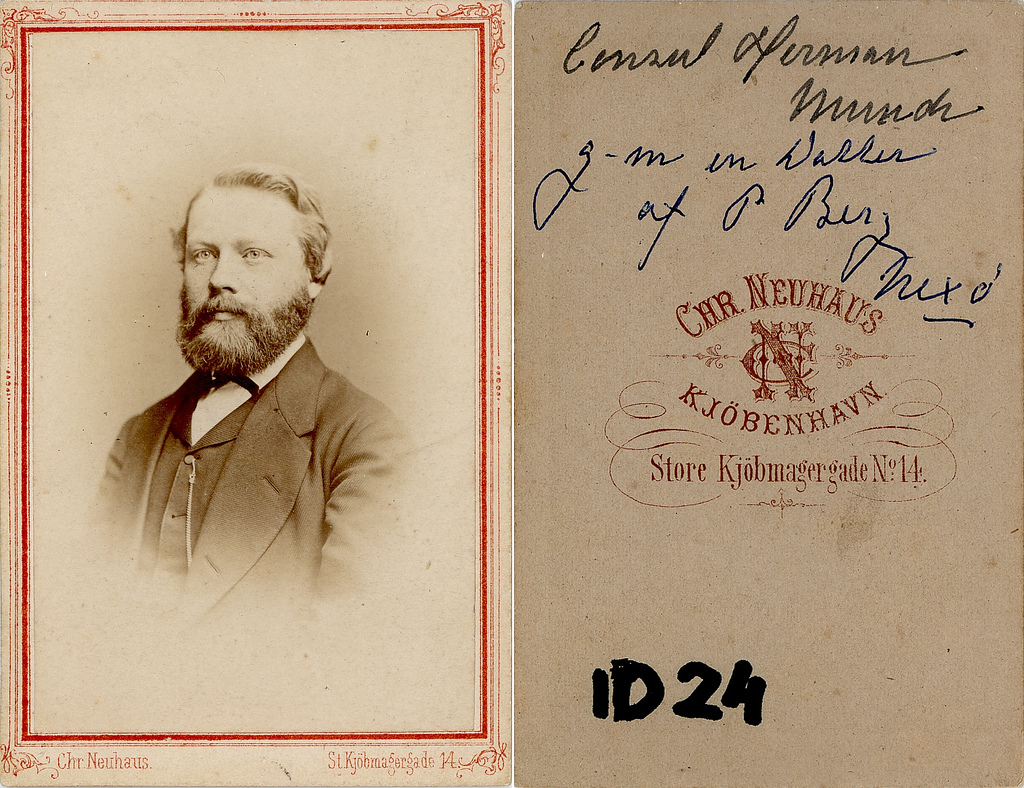
Beispielfoto aus dem Atelier von Christian Neuhaus

Christian Rasmus Neuhaus (* 13. März 1833 in Kopenhagen; † 21. März 1907 in der Frederiksberg Kommune) war ein dänischer Fotograf.

## Leben
Neuhaus arbeitete zunächst als Glasermeister. Im Jahr 1862 ließ er sich als Fotograf in Kopenhagen nieder und führte bis 1894 ein bekanntes Atelier in der Købmagergade 14.
Auch sein Sohn Even Neuhaus (1863–1946) war Fotograf und hatte sein Atelier am Amagertorv 25 in Kopenhagen.